# Oficina de Envigado
La Oficina de Envigado, conocida también como La Oficina, es una organización criminal (Bacrim) en Colombia, originaria de la ciudad de Envigado, Antioquia. Liderada por Mario Alberto Castaño Molina (El Chopo) entre 1986-1993 .La organización surgió como un combo sicarial al servicio del cartel de Medellín y después se convirtió en una organización criminal o banda criminal (BACRIM), nombre dado por el expresidente Álvaro Uribe al crimen organizado y a la reestructuración de los grupos de las Autodefensas. Sus actividades principales están concentradas en el Área Metropolitana de Medellín.

## Historia
Originalmente fue fundada en la ciudad de Medellín a fines de los 80 e inicios de los 90 y manejada por Mario Alberto Castaño "El Chopo", encargado del ala sicarial del Cartel de Medellín, y solo se conocía como "la Oficina" la cual se encargaba del reclutamiento y la organización de sicarios, reparticion de armas y de los pagos a los mismos por los asesinatos de miembros de la Policía Nacional y el DAS en las calles de Medellín.  Cuando el Cartel quedó liquidado Diego Fernando Murillo "Don Berna", quien hacia parte de la banda originalmente y estaba bajo el mando de los hermanos Galeano, decidió tomar control de la banda, reestructurándola y logrando unir a los combos criminales de la ciudad, al cual le prestaban servicios, motivando una guerra entre estos grupos por el control territorial en sus zonas de influencia, guerra que terminó cuando Murillo organizó a los combos delincuenciales en una sola asociación criminal. Murillo peleó en su momento contra Pablo Escobar, después que este ordenara la muerte de sus socios en el cartel y jefes de ellos; Fernando Galeano y Gerardo Moncada, uniéndose al grupo de Los Pepes para poder eliminarlo. Después de la muerte de Escobar y la disolución de Los Pepes, La Oficina comenzó a funcionar pero ahora como parte de las Autodefensas Unidas de Colombia (AUC) llamándose Bloque Cacique Nutibara. Murillo organizó operaciones de tráfico de drogas en su nombre. La Oficina controlaba la operación de una banda que, en su tiempo, fue uno de los grupos sicariales más temidos en el país: La Terraza.
Después de que las AUC se desmovilizaran en 2006, Murillo, tomando el control total de la Oficina de Envigado, fue arrestado por el asesinato de un político local, aunque logró ejecutar su imperio desde la cárcel y llegó a un acuerdo con las autoridades para dejar de usar su poder y mantener la violencia a un mínimo. En 2008 Murillo fue extraditado a Estados Unidos junto con otros líderes paramilitares por delitos de narcotráfico, lo que provocó que las milicias rurales de La Oficina se separaran de la organización, formando posteriormente la banda criminal conocida como "Los Paisas". También se vio afectada de manera interna, debido a la guerra desatada en Medellín entre dos combos rivales que pertenecían a la organización: Uno dirigido por Maximiliano Bonilla, alias ‘Valenciano’ (capturado en Venezuela en el año 2011) y otro dirigido por Erick Vargas, alias Sebastián (detenido en su rancho fuera de Medellín en agosto de 2012); una guerra que provocó la muerte de más de 6.000 personas entre 2008 y 2012, involucradas de manera directa o indirecta con La Oficina, así como problemas con el Clan del Golfo los cuales, según información de inteligencia estadounidense, fueron resueltos mediante una tregua en 2013 para acabar con el enfrentamiento entre estas dos bandas criminales. Después de la caída de Sebastián, asumió como jefe Freiner Ramírez García, alias ‘Carlos Pesebre’, el cual fue capturado en el municipio antioqueño de Urrao en 2013. El último cabecilla conocido; Julián Andrey González Vásquez, alias ‘Barny’, fue capturado en enero de 2015 en Medellín proveniente de Costa Rica.
Aunque debilitada en su estructura y en pie de fuerza (inclusive las autoridades de Medellín manifiestan que la organización como tal no existe), la Oficina sigue activa pero reducida a algunos barrios de Medellín y Bello, además del municipio vecino de Envigado. En agosto de 2015 se entregó a la DEA otro líder de esta organización: Fredy Alonso Mira Pérez, alias ‘Fredy Colas’. El poder de la Oficina quedó dividido entre 5 miembros que manejaban un bajo perfil; se decía que tenían sobornados a varios miembros de la Policía en Envigado y a varias autoridades locales en este municipio, por lo que sus actividades pasaban desapercibidas. Sus líderes, con excepción de uno, no tenían órdenes de captura hasta el 2016: Carlos Arturo Arredondo Ortiz, alias ‘Mateo’; Edward García Arboleda, alias ‘Orión’; Juan Carlos Mesa Vallejo, alias ‘Tom’; Diego Alberto Muñoz Agudelo, alias ‘Diego Chamizo’ y Carlos Arturo Hernández Ossa, alias ‘Duncan’ (este último es quien tenía la orden de captura, que se hizo efectiva el 31 de diciembre de 2015 al ser capturado en Perú, buscando refugiarse en aquel país de la persecución de las autoridades colombianas).
 Pese a esta situación, el gobierno de los Estados Unidos incluyó en la Lista Clinton a los restantes cuatro jefes de la Oficina por sospecha de actividades ilícitas. En julio de 2016 se expidió por parte del Departamento de Estado de los Estados Unidos una orden de captura contra alias Tom por narcotráfico, sumándose a la expedida en Colombia ese mismo mes. De igual manera, se expidió una orden de captura en octubre de 2016 contra alias Diego Chamizo, haciéndose efectiva a comienzos de diciembre de ese mismo año y; en ese mismo mes, es encontrado muerto alias Orión en Envigado con señales de tortura en su cuerpo, dando a entender que fue asesinado por miembros de la organización que busca su reestructuración, luego de los golpes dados por las autoridades colombianas.
Si bien Juan Carlos Mesa Vallejo, alias "Tom", era la cabeza visible de La Oficina, estuvo trabajando en asocio con cuatro hombres más en la organización, dividida en odines u Organizaciones Delincuenciales Integradas al Narcotráfico, cada uno con un amplio sector en Medellín y municipios vecinos: Alias Mateo (quien se entregó en Panamá a la DEA en octubre de 2017), el capturado Diego Chamizo; Carlos Mauricio Soto Isaza], alias 'Soto' (capturado en marzo de 2017) y Pedro Javier Piedrahíta Ceballos, alias 'Pedro Pistolas'; de este último se decía que tenía sobornada la totalidad de una estación de policía en Medellín y fiscales en la sede regional de la Fiscalía General de la Nación, lo que ha impedido emitirle una orden de captura generando discrepancias entre el ente acusador y la Alcaldía de Medellín, solucionadas con la renuncia en septiembre de 2016 del entonces Director de la Fiscalía de la ciudad. Alias Tom fue capturado por la Policía, junto a varios socios importantes de La Oficina, el 9 de diciembre de 2017, mientras celebraba su cumpleaños en una finca del municipio antioqueño de El Peñol, lo que significa un golpe decisivo a la Odín a su cargo y a la estructura de la organización delincuencial, ya que fue Mesa Vallejo quien pactó la alianza con el Clan del Golfo para acabar el enfrentamiento entre estos dos grupos criminales y así establecer una relación de negocios ilícita. Una de las cosas que llamó la atención de las autoridades en el operativo además de las armas, los carros lujosos, la lancha, las joyas y el dinero incautado, fue la presencia en la fiesta de Jhon Jairo Velásquez, alias ‘Popeye’, antiguo jefe de sicarios de Pablo Escobar, jefe del desaparecido Cartel de Medellín, quien salió libre en 2014 luego de pagar casi 24 años de prisión por cerca de 300 asesinatos. Popeye, según información de las autoridades, tendría una relación de amistad con Tom de años atrás; sin embargo, quedó libre al no comprobarle que alguna de las armas incautadas fuese de su propiedad, pero está siendo investigado por posible relación de carácter delictivo con Mesa Vallejo o con algún miembro de La Oficina.
Según información de la DEA y la Fiscalía, entre los posibles sucesores de Tom como jefes de La Oficina estarían Geová Buriticá, alias ‘Camilo Chata’, quien también figura en la Lista Clinton y Jorge Vallejo, alias ‘Vallejo’, capturado en marzo de 2018, quien además era el enlace hacia la cúpula. Otro posible escenario sería una reestructuración en el mando de la organización criminal, ya que en Medellín y su área metropolitana existe una división latente en el crimen organizado que provocaría actos violentos en la ciudad: De un lado, están los combos que siguen los lineamientos de Tom y, del otro, los que están alineados con José Leonardo Muñoz Martínez, alias ‘Douglas’, jefe de un combo adscrito a La Oficina, de la cual es miembro de primera línea, pero que no ejerce poder alguno al estar detenido en la Cárcel de Cómbita (Boyacá) desde 2009, purgando una condena de 32 años de prisión.
En el año 2017 fue arrestado Gustavo Villegas, el secretario de seguridad de la alcaldía de Medellín durante el mandato de Federico Gutiérrez acusado de concierto para delinquir agravado. Posteriormente fue condenado por abuso de autoridad y se documentaron sus nexos con la oficina de Envigado; Villegas tenía acceso a toda la información de inteligencia de la Policía y de las Fuerzas Militares, información que entregaba a la Oficina de Envigado, para evitar las capturas de los cabecillas de la organización criminal. Villegas fue el intermediario entre la administración municipal y la Oficina de Envigado, quedando en evidencia en las reuniones entre la administración municipal y el grupo criminal.
Aunque es considerada una organización criminal cuyo fin es lucrarse con actividades ilegales, la entonces dirección colegiada emitió en marzo de 2016 un comunicado a la opinión pública, manifestando su voluntad para negociar un posible proceso de paz con el gobierno, con opiniones a favor y en contra. Por su parte el gobierno, a través de la Oficina de Alto Comisionado Para la Paz, manifestó que los Grupos Armados Organizados (GAO), como se les conoce desde 2016 a las Bandas Criminales (BACRIM), no tienen estatus político; por tanto, el único proceso aceptado por el gobierno con ellos es el de sometimiento a la Justicia.
El 7 de febrero de 2018, es capturado por las autoridades policiales en Medellín unos de los actuales cabecillas de La Oficina: Sebastián Murillo, alias ‘Lindolfo’ o ‘Lindo’, junto a 6 personas más vinculadas con la organización criminal. En el momento de su captura, es encontrada en el apartamento de Murillo la modelo y presentadora de televisión colombiana Vaneza Peláez, con quien llevaba 6 años de matrimonio y tienen 2 hijas en común, aunque la celebridad manifestó que se encuentran separados. Peláez también es dueña de una empresa de vestidos de baño, supuestamente en sociedad con Daniela Ospina, exesposa del jugador de fútbol James Rodríguez; empresa que aparentemente habría sido utilizada para lavar dinero de actividades ilícitas, por lo que podría pasar a extinción de dominio por parte del estado. Por estos hechos, Peláez fue despedida del programa Sábados Felices del Canal Caracol dejándola marcada ante la opinión pública; además, las autoridades hallaron más nexos de Lindolfo con miembros de la farándula colombiana como el cantautor Pipe Bueno.
El 4 de marzo de 2018 fue capturado Elkin Triana Bustos, alias ‘El Patrón’, jefe de la Odín Los Triana, integrada a La Oficina, quien celebraba una fiesta con su familia en un condominio rural, ubicado en el municipio antioqueño de Amagá. El 9 de junio de ese mismo año fue capturado John Alexánder Restrepo, alias ‘Diomedes’ o ‘El Mono’, cabecilla de la Odín La Unión, organización que también está vinculada a La Oficina, quien tenía además circular roja de Interpol por el delito de secuestro extorsivo agravado. El 19 de agosto de 2018 es capturado Juan Carlos Castro, alias ‘Pichi’, señalado de ser el reemplazo de alias Tom como jefe de La Oficina, y quien se habría escondido en Tolú, departamento de Sucre, con 6 de sus escoltas buscando escapar de la persecución por parte de las autoridades colombianas.
El 25 de marzo de 2019 fue capturado en Piedecuesta, departamento de Santander.Barbas ya había sido capturado en 2008 por narcotráfico y extraditado a Estados Unidos, donde estuvo en prisión hasta 2013 que regresó a Colombia. Súarez había sido capturado en el mismo operativo donde cayó alias Tom, pero como en ese entonces no se le había podido comprobar su relación criminal con la Oficina de Envigado, recobró su libertad rápidamente. El 11 de junio de ese mismo año fue capturado en zona rural de Envigado Jhon Fredy Yepes Hoyos, alias ‘Clemente’, quien había asumido como jefe financiero de La Oficina luego de la captura de alias Tom. Clemente era supuestamente el que articulaba los ingresos que reunían los grupos de la organización criminal producto de actividades ilícitas, controlando también el 70% de los grupos criminales del Área Metropolitana de Medellín.

## Actividades
Además del microtráfico de drogas y la extorsión a comerciantes, la Oficina también controla en Medellín y su área metropolitana a un gran número de prestamistas ilegales de dinero (mejor conocidos como los "gota a gota" o "pagadiario"), casinos y establecimientos de juegos de azar utilizados para lavar dinero de sus actividades ilícitas. La Oficina mantiene vínculos con autoridades locales y de policía. Mantenían alianzas con Los Rastrojos (actualmente desarticulados) y el desaparecido cartel de Los Zetas; con este último, perdió su influencia debido a la captura de los máximos líderes de La Oficina, lo que ocasionó perder los contactos internacionales de la organización, situación aprovechada por el Clan del Golfo para quitarles el negocio del narcotráfico con el cártel mexicano. 
Gracias a la alianza que alias Tom pactó con el Clan del Golfo para acabar el enfrentamiento entre ellos, los negocios ilícitos se recuperaron con Los Zetas, presuntamente con la facción llamada Cartel del Noreste, pero ahora con menos ingresos al ser solo intermediarios para lavar dinero de los mexicanos, quienes están debilitados por la persecución de las autoridades mexicanas y sus guerras internas que los dejaron diezmados y disminuidos en 2018, casi al borde de la desaparición, dejando debilitada también la estructura financiera de La Oficina viéndosen obligados, al parecer, a comprar a Los Caparrapos en el Bajo Cauca para no desaparecer, lo que no resultó al quedar desarticulada la organización en 2021 por parte de las autoridades colombianas, en el marco de la operación Aquiles.